# Western Digital My Book
My Book — серия внешних жёстких дисков производства компании Western Digital. Выпускается девять вариантов (editions) My Book: Essential Edition, Home Edition, Office Edition, Mirror Edition, Studio Edition, Premium Edition, Pro Edition, World Edition и Live.
Дизайн My Book выполнен так, что накопитель напоминает обычную книгу в твердом чёрном переплёте, за исключением серии Pro серебристого цвета и серии World белого цвета. Ещё одной характерной особенностью накопителей My Book стали вентиляционные отверстия в виде слов, закодированных азбукой Морзе.

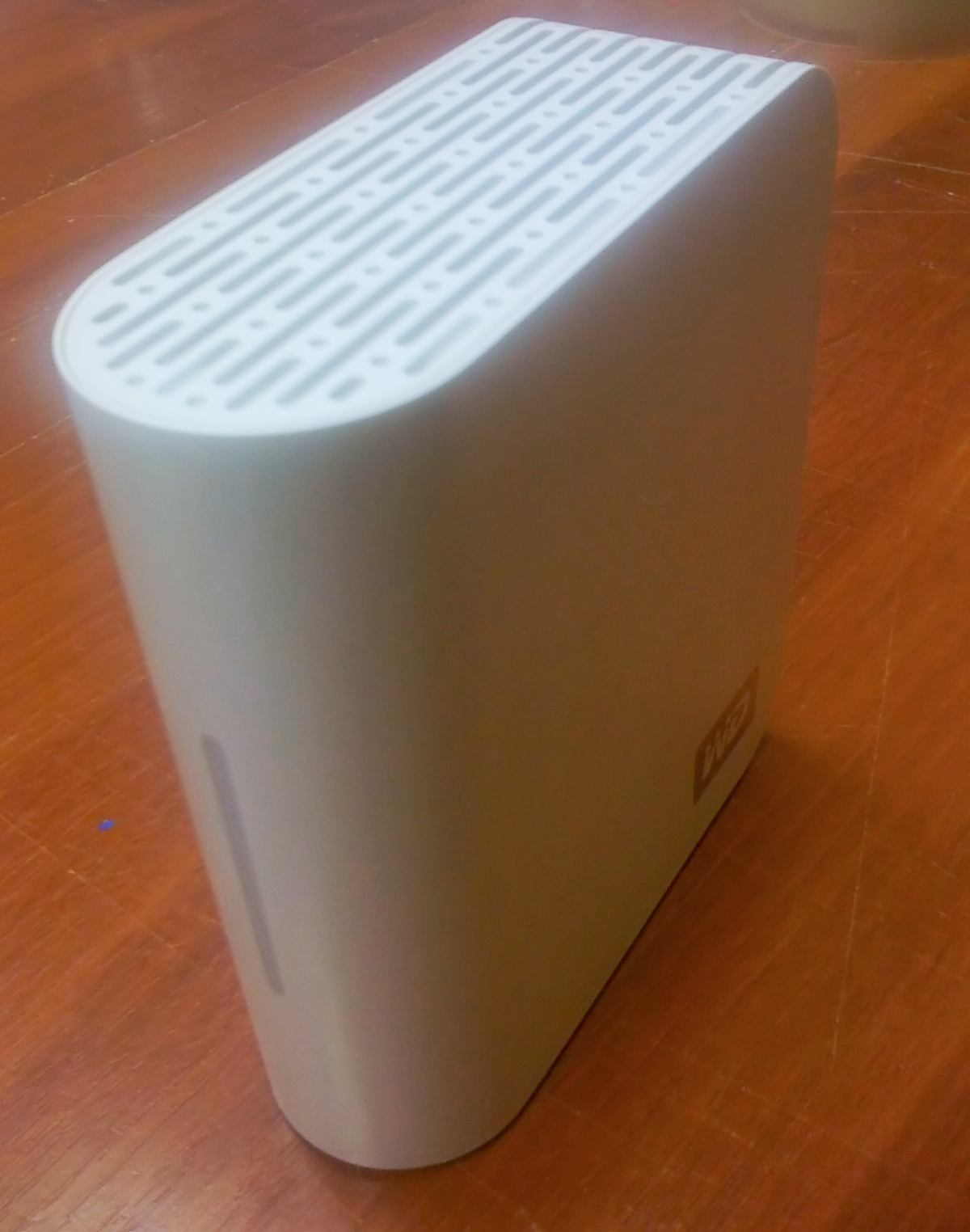
MyBook World Edition 2Tb

## Classic Editions

### Essential Edition
Помимо «книжного» дизайна, накопители серии My Book Essential Edition имеют функцию Intelligent Power Management, которая останавливает вращение пластин жесткого диска после отсутствия активности в течение 10 минут, в отличие от простого замедления в других моделях. Также накопитель включается и выключается автоматически вместе с включением и выключением компьютера, к которому он подсоединен.
Накопитель Essential Edition My Book - почти полностью чёрного цвета, за исключением белого индикатора включения/активности, расположенного на передней панели.

### Premium Edition
Накопители Premium Edition аналогичны дискам Essential Edition, но дополнены портом Firewire 400, интегрированным индикатором заполнения и ПО для архивирования данных от Western Digital.
Диски Premium Edition My Book так же, как и Essential Edition, чёрного цвета, однако, цвет подсветки кнопки включения — синий. Также, внутри стандартного круглого синего индикатора, расположены 8 отдельных сегментов, показывающих степень заполнения диска.

#### Premium ES Edition
Накопители My Book Premium ES Edition идентичны Premium Edition, единственным отличием ES является один разъём eSATA вместо двух портов Firewire 400 у дисков Premium Edition. Компьютер с разъёмом eSATA может передавать данные на диск со скоростью до 3 Гбит/с.

### Pro Edition
Накопители Pro Edition My Books идентичны Premium Edition, но в них добавлен порт Firewire 800 для быстрого доступа к данным на диске. Также, в комплекте с дисками Pro Edition My Books ПО для архивирования данных от Western Digital Premium Editions заменено на EMC Retrospect Express.
Накопители Pro Edition My Book имеют такой же дизайн, как и Premium Edition, кроме цвета корпуса — он серебристый, а не чёрный. Кроме того, круглый LED-индикатор заполнения поделен теперь на 6 секторов (17 % ёмкости на сектор) а внешний круг является индикатором включения.
Хотя накопители «Pro Edition MyBook» рекламируются как RAID-решение для архивирования, они имеют высокую степень отказов.
Фатальная ошибка «щелчок смерти» стала наиболее частой проблемой этих дисков, происходящей из-за проблем с обновлением внутреннего ПО.

### Studio Edition

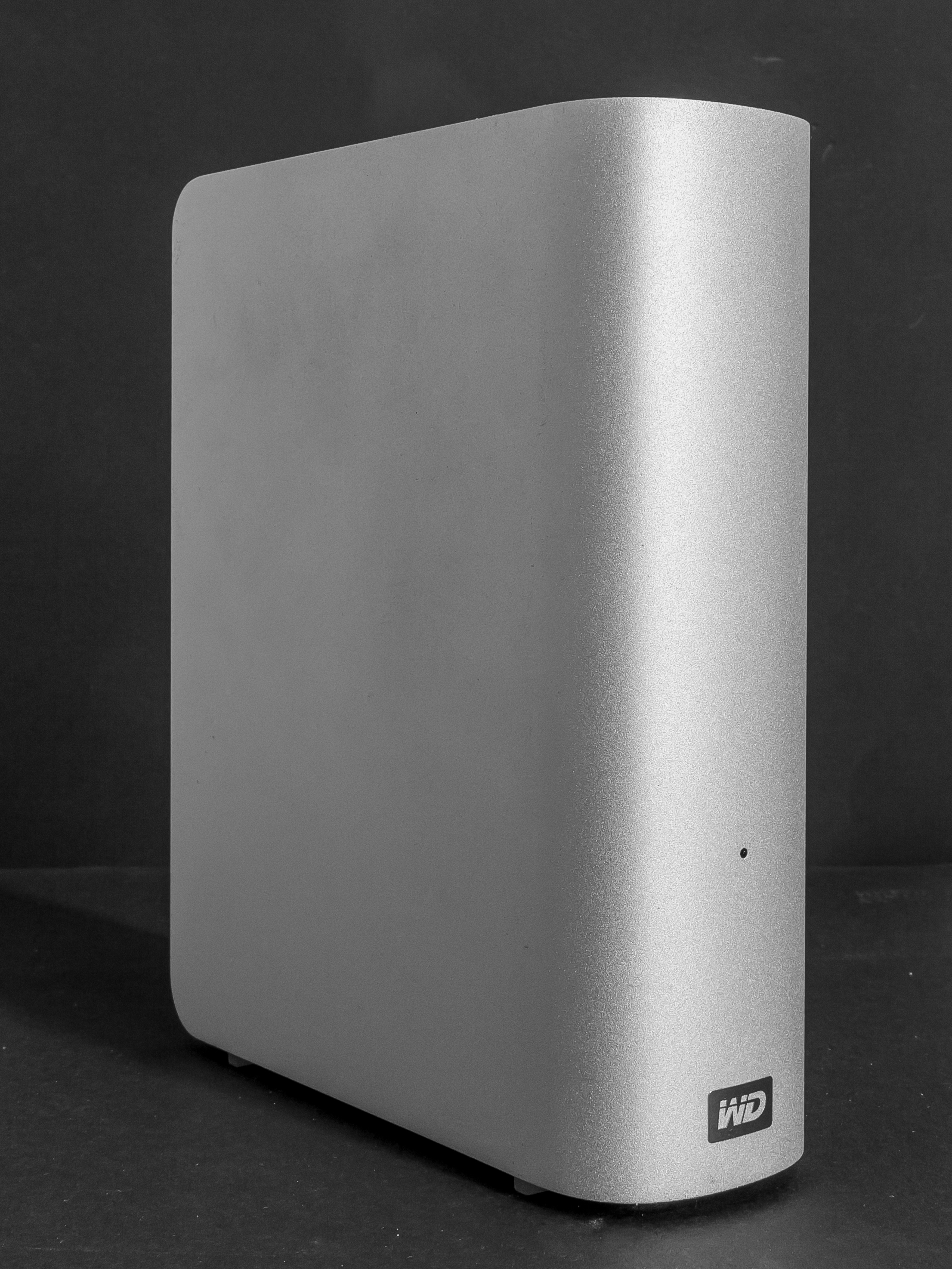
Western Digital My Book Studio

Накопители MyBook Studio Edition имеют четыре интерфейса подключения: USB 2.0 / Firewire 400 / Firewire 800 и eSATA. Они рекламируются как внешние накопители для компьютеров Apple Macintosh.
Накопитель MyBook Studio Edition II содержит два жестких диска и поддерживает работу в RAID-массиве для увеличения производительности.

Оба диска могут быть заменены самим пользователем на любые другие, хотя в документации указано, что это должны быть только диски «WD Caviar GP».
Отмечены проблемы с LED-индикатором этих дисков. Несколько пользователей сообщили, что LED-индикаторы их дисков сгорели после 3 или 4 месяцев обычной работы.

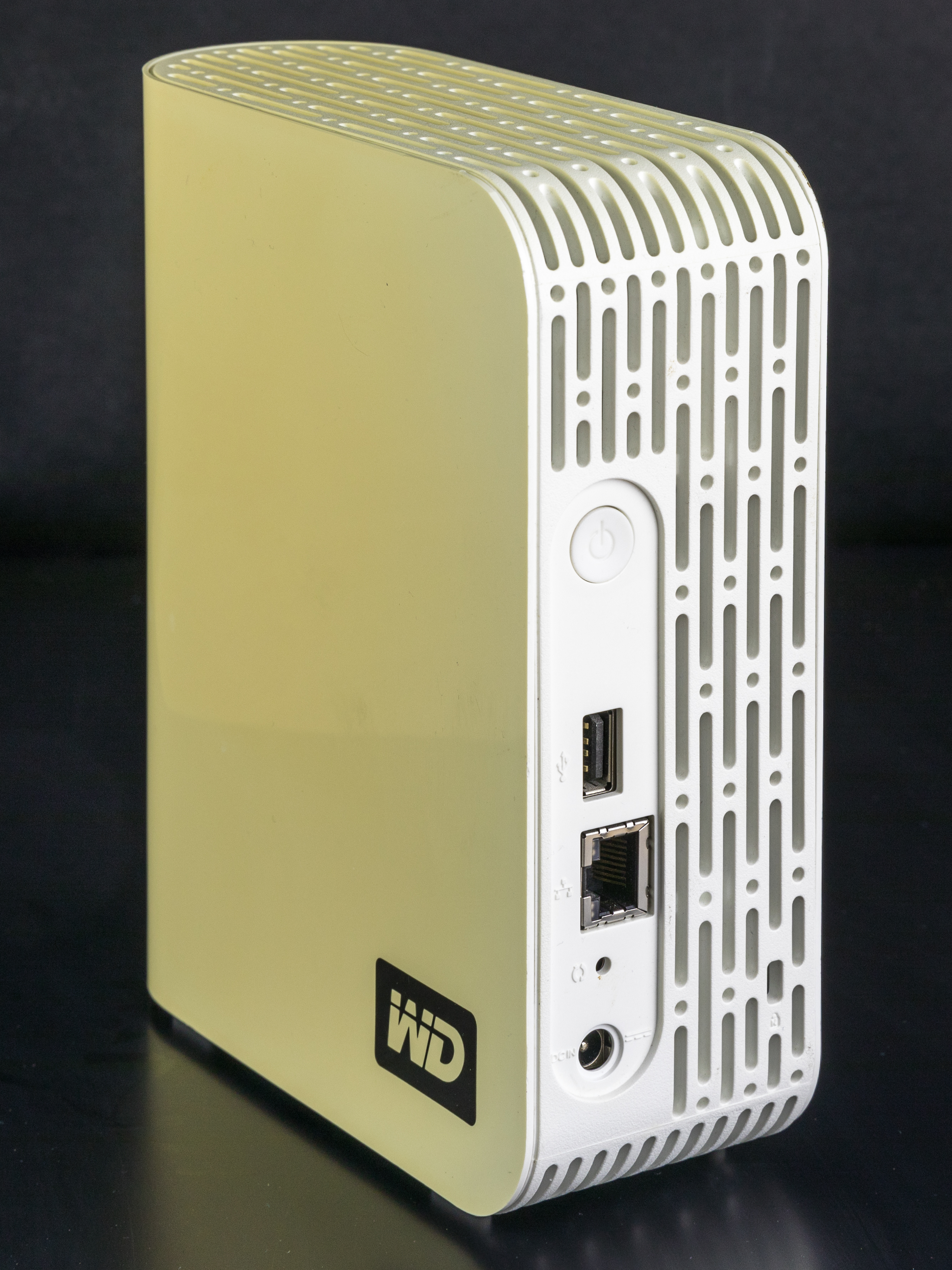
MyBook World Edition 1Tb

### World Edition
Накопители World Edition My Books работают как сетевые диски (NAS), по Ethernet-интерфейсу. У них также есть дополнительный USB-порт для подключения дополнительных USB-дисков. Они видны как CIFS/SMB общедоступные папки.
Помимо доступа к общим папкам, накопители World Edition используют ПО WD Anywhere Access для удалённого доступа к диску через интернет — хотя такой доступ предоставляется не для всех типов файлов.
Дизайн полностью идетичен дискам Premium Edition, включая индикатор заполнения, за исключением того, что его цвет — белый. Код Морзе вентиляционных отверстий отсутствует — рисунок не несёт закодированных символов (на иллюстрации).

#### Скорость сетевого подключения
Хотя накопители MyBook с Ethernet-интерфейсом имеют Gigabit Ethernet, скорость работы не соответствует этому стандарту, поскольку центральный процессор имеет ограниченные возможности по обработке данных, как ответила служба поддержки пользователей на одно из обращений по этому поводу.

#### Внутренние компоненты
Накопители My Book работают на ОС, основанной на Linux, использующей набор утилит BusyBox и выполняемой на чипе Oxford Semiconductor 0XE800 ARM с ядром ARM926EJ-S. Сетевое подключение обеспечивает чипсет VIA Cicada Simpliphy vt6122 Gigabit Ethernet, и оперативная память Hynix 32 Mb DDR Synchronous DRAM. В качестве веб-сервера используется mini_httpd, хотя предполагалось использование Lighttpd. Жёсткие диски в World Edition отформатированы в файловой системе XFS, что позволяет подключать их как стандартные диски Linux, если необходимо работать с ними на обычном ПК.
Помимо формата XFS, диски в My Book, поддерживающих RAID, форматируются драйвером поддержки нескольких дисков Linux (Mdadm), который дополняет разделы ext3 данными о порядке расположения дисков в RAID-массиве. К сожалению, это делает монтирование дисков за пределами накопителей My Book несколько сложным, поскольку для монтирования необходима соответствующая модифицированная версия Linux. Например, для монтирования под Linux дисков, извлечённых из My Book, в зеркальный массив RAID1, необходимо использовать следующую последовательность команд:
```
$ sudo modprobe md
$ sudo mknod /dev/md4 b 9 4
$ sudo apt-get install mdadm
$ sudo mdadm—assemble /dev/md4 /dev/sdb4
$ sudo mkdir /media/xyz
$ sudo mount /dev/md4 /media/xyz
$ sudo chmod -R 777 /media/xyz
```

Обратите внимание, что команды, перечисленные выше, предполагают, что ваши диски видны в Linux как /dev/sdb. Вы можете использовать утилиту gparted для определения путей в Вашей системе.
Также Вы можете использовать команды ниже для монтирования дисков RAID0 в Linux:
```
$ sudo modprobe md
$ sudo mknod /dev/md4 b 9 4
$ sudo apt-get install mdadm
$ mdadm -Cv /dev/md4 -l0 -n2 -c64 /dev/sdb4 /dev/sdc4
$ sudo mkdir /media/xyz
$ sudo mount /dev/md4 /media/xyz
$ sudo chmod -R 777 /media/xyz
```

Обратите внимание, что команды, перечисленные выше, предполагают, что ваши диски видны в Linux как /dev/sdb. Опять таки, Вы можете использовать утилиту gparted для определения путей в Вашей системе.
Дополнительную информацию Вы можете найти здесь: My Worldbook wiki Архивная копия от 23 ноября 2009 на Wayback Machine.

#### Возможности расширения
Устройство можно «взломать» и получить к нему доступ по терминалу SSH, что позволяет обойти встроенную ОС WD MioNet, основанную на Java, и работать непосредственно на полноценной системе Linux, что, правда, лишит Вас гарантии. Таким образом становится возможным установка и запуск различных программ на накопитель My Book, например web или ftp серверов, отличных от штатных (например, vsftpd), использование NFS для монтирования общедоступных папок непосредственно через Linux, или даже установка торрент-клиента, такого как rTorrent, etc.)

### Live
Из названия серии убрано слово «edition». Накопители My Book Live работают как сетевые диски (NAS), по Ethernet-интерфейсу. В отличие от My Book World Edition и My Book World Edition II, у них отсутствует порт USB и индикатор заполнения. Они видны как CIFS/SMB общедоступные папки. Помимо этого, для доступа к мультимедиа с различных плееров в My Book Live предусмотрено два сервиса — DLNA и сервер iTunes. Выпуск серии был прекращен в 2015 году, тогда же перестали выходить обновления прошивки.

### Edition II My Books
Помимо обычных внешних дисков My Book, Western Digital выпускает специальные высокоёмкие версии «Edition II» дисков Premium, Pro, и World Edition My Books. В дополнение к характеристикам соответствующих версий My Book эти накопители содержат два 500 Гб жестких диска, объединённых в RAID-массив, тип которого может определить пользователь — либо RAID0 (чередование данных), либо RAID1 (зеркалирование данных), по своему выбору. Выбрав RAID0, пользователь получает 1 Тб свободного места. В любом случае, если жесткий диск внутри My Book выйдет из строя, пользователь может его легко заменить самостоятельно без потери гарантии производителя. Western Digital рекламирует это свойство как отличительную черту своих внешних накопителей, поскольку их не требуется доставлять в сервисную службу для дорогостоящего ремонта в случае поломки одного диска.

## Критика
В 2021 году у пользователей внешних жёстких дисков серии Live, подключенных к сети, были удалены все файлы без возможности восстановления. Потере данных предшествовал сброс ПО диска к заводским настройкам, которую сами пользователи не запускали. В Western Digital заявили об отсутствии взлома на своих облачных сервисах и компьютерах, но предположили, что виной произошедшему могут являются злоумышленники или вирусы. Позднее факт хакерской атаки подтвердился. Как было установлено, злоумышленники использовали уязвимость в прошивке (отсутствие модуля, запрашивающего логин и пароль после сброса к заводским настройкам) и имели полный доступ к данным накопителей по всему миру, при этом часть дисков была заражена вирусами и использовалась в качестве ботнетов. В дальнейшем хакеры уничтожили эту сеть и стерли все данные пользователей.